# فضل الرحمن څمکنی
فضل الرحمن څمکنی (چمکنی) (زاده:ولایت پکتیا) سیاست‌مدار افغانستانی و نماینده مردم پکتیا در دوره پانزدهم مجلس نمایندگان افغانستان بود. وی در ۸ ثور/اردیبهشت ۱۳۸۷ در حالی که در جریان تیراندازی در مراسم تجلیل جشن پیروزی مجاهدین زخمی شده بود، در بیمارستان ۴۰۰ بستر کابل درگذشت.

## زندگی‌نامه
فضل الرحمن څمکنی متولد ولایت پکتیا افغانستان است. وی دارای تحصیلات نظامی از دانشکده هوایی کابل است.

## دیگر فعالیت‌ها
- افسر در اردو/ارتش افغانستان.[۱]
- کارمند پشتنی بانک تجارتی بانک[۱]
- رئیس اقوام، قبایل و سرحدات ولایت پکتیا[۱]
- نماینده مردم چمکنی در گردهمایی‌های بزرگ اضطراری و قانون اساسی.[۱]